# Conjunción solar

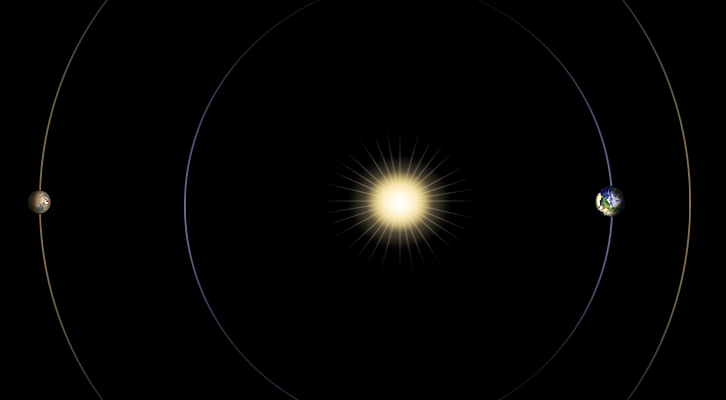
Conjunción solar entre la Tierra y Marte

Una conjunción solar ocurre cuando un planeta u otro objeto del sistema solar está situado en el lado contrario del Sol visto desde la Tierra. Para un observador terrestre, el sol pasará entre la tierra y dicho objeto. La comunicación con cualquier nave espacial en conjunción solar se verá severamente limitada debido a las interferencias producidas por el sol en la transmisión de radio.
Cuando se habla de comunicaciones vía satélite, la conjunción solar ocurre cuando el sol está directamente en línea con un satélite orbitante y la estación receptora en la tierra.